# Трансцендентна функция
Трансцендентните функции са категория математически функции – аналитичните функции, които не са алгебрични (не могат да се дефинират като решение на полиномно уравнение).
Според формалното определение дадена аналитична функция f (z) на една реална или комплексна променлива z е транцендентна, когато е алгебрично независима от променливата z.
Примери за често използвани трансцендентни функции са експоненциалната функция, логаритъмът и тригонометричните функции.